# Folake Solanke
Folake Solanke est une avocate, administratrice et critique sociale nigériane. Elle est la première avocate principale du Nigeria et la première avocate nigériane à porter la toge en soie en tant que conseillère principale. Elle occupe également le poste de première commissaire de l'ancien État occidental du Nigeria et également présidente de la Western Nigeria Television Broadcasting Corporation.
Folake Solanke est la 42e et la première présidente de Zonta International, une organisation internationale de service qui se concentre principalement sur l'avancement du statut des femmes,,.

## Biographie
Folake Solanke est née le 29 mars 1932 à Abeokuta dans le sud-ouest du Nigeria. Elle commence son cursus scolaire à l'école primaire d'Ago Oko où elle fréquente de 1937 à 1940. Elle poursuit son éducation à l'école de filles Emo à Abeokuta de 1940 à 1944. De 1945 à 1949, quand  elle fréquente la Methodist Girls' High School de Lagos, elle obtient le premier prix en anglais et en mathématiques. Elle y obtient le baccalauréat et part ensuite en en Angleterre pour commencer son cursus universitaire à l'Université de Newcastle alors Université de Durham, où elle a obtient une licence en arts, en latin et en mathématiques en 1954. En 1955, elle est titulaire du diplôme en éducation et  rejoint la faculté de Pipers Corner School à Great Kingshill, dans le Buckinghamshire, où elle enseigne le latin et les mathématiques pendant deux ans.
En octobre 1956, elle épouse Toriola Solanke. En 1957, elle a rejoint la faculté de St Monica's High School, Essex, où elle enseigne les mêmes matières pendant un an.
En 1960, Solanke a été admise à Gray's Inn, à Londres, pour préparer un diplôme en droit. En 1962, elle retourne au Nigeria pour y pratiquer le droit,.

## Carrière d'avocate
Après son retour au Nigeria en août 1962, Folake Solanke  commence sa carrière d'avocate au cabinet du juge Michael Adeyinka Odesanya tout en enseignant le latin et les mathématiques à la Yejide Girls Grammar School à Ibadan. En mai 1963, elle est admise au barreau et rejoint le cabinet d'avocats de Frederick Rotimi Williams en tant qu'avocate junior.
En 1972, Folake Solanke est nommée première commissaire de l'État de l'Ouest et présidente de la Western Nigeria Television Broadcasting Corporation.
Folake Solanke gravit les échelons du Zonta International, en occupant d'abord le poste de gouverneur de district pour l'Afrique, puis celui de vice-présidente internationale. En 1988, 1990 et 1994, elle se présente  aux élections à la présidence internationale de l'organisation (elle ne s'est pas présentée en 1992). Elle a perdu les deux premières fois, mais a gagné la troisième fois, étant élue à Hong Kong le 21 juillet 1994 comme 42e présidente internationale, la première présidente africaine non caucasienne de l'organisation depuis sa création en 1919,.
L'autobiographie de Folake Solanke, Reaching for the stars, est publiée en 2007. Elle y est décrite comme une « Dame aux nombreuses premières fois » et explique comment elle s'est hissée au rang de proéminence dans la profession juridique,,.

## Récompenses
Folake Solanke reçoit de nombreuses récompenses, dont celui de Commandeur de l'Ordre du Niger. En 1981, elle se voit conférer le titre traditionnel de "Yeyemofin of Ife" par feu Olubuse II, le 50e Ooni d'Ife, après avoir été nommée avocate principale au barreau du Nigeria. En 2012, il lui est décerné le prix Outstanding International Woman Lawyer de l'Association internationale du barreau lors de la 5e Conférence mondiale des femmes juristes de l'Association qui s'est tenue à Londres, en reconnaissance de son excellence professionnelle et de son immense contribution à l'avancement des femmes au sein de la profession juridique,,.
Toujours en 2012, elle publie son deuxième livre, A Compendium of Selected Lectures and Papers, Volume 1.
Le 17 janvier 2015, elle reçoit un prix pour l'ensemble de sa carrière décerné par The Sun Newspaper lors d'une cérémonie qui s'est tenue à Eko Hotels and Suites à Victoria Island à Lagos.